# Islam y laicismo

El rol del islam y la religión en países de mayoría musulmana según sus constituciones. Incluye países islámicos y laicos.

La idea del laicismo en el islam significa favorecer una democracia laica moderna con separación mezquita-estado, de forma opuesta al islam como movimiento político (en:Political aspects of islam).
El laicismo en los países musulmanes hace referencia a la ideología que promueve el laicismo como opuesto a la religión. Suele usarse para describir la separación de materias civiles y de gobierno de la teocracia religiosa. El laicismo es condenado frecuentemente por musulmanes que no sienten que los valores de la religión hayan de ser borrados de la esfera pública, a pesar de que "teólogos musulmanes han distinguido durante mucho tiempo entre las materias de din [religión] y dawlah [estado]. Por otra parte, estados seculares han existido en el mundo musulmán desde la Edad de Oro del islam. La cuestión del laicismo ha inspirado a muchos escolares musulmanes que argumentan que un gobierno laico es la mejor forma de llevar a cabo la sharía, según Abdullahi Ahmed An-Na'im, profesor de Derecho en la Emory University y autor de un libro sobre el futuro de la sharía.
La mayoría de países musulmanes tienen un sistema dual en el que el gobierno es laico pero los musulmanes pueden elegir llevar las disputas familiares y financieras a tribunales que utilizan la sharia. La jurisdicción exacta de estos tribunales varía según el país pero suelen incluir matrimonio, divorcio, herencias, etc. Por otra parte, el laicismo ha adquirido connotaciones negativas en algunos países de oriente medio, donde lo critican por antirreligioso e intervención colonialista.

## Estados laicos con ciudadanía mayoritariamente musulmana
Véase también Índices de democracia en países de mayoría musulmana

### África
- Burkina Faso[5]
- Chad[6]
- Gambia[7]
- Guinea[6]
- Mali[8]
- Senegal[9]

### Asia
- Bangladés[10][11]
- Indonesia[12]
- Kazajistán[13]
- Kirguistán[14]
- Kurdistán
- Siria
- Tayikistán[15]
- Turkmenistán[16]
- Turquía
- Uzbekistán

### Europa
- Albania
- Azerbaiyán[17]
- Bosnia y Herzegovina
- Kosovo

### Movimientos laicistas
- en:Secularism in Bangladesh
- en:Secularism in Egypt
- en:Secularism in Iran
- en:Secularism in Iraq
- en:Secularism in Lebanon
- en:Secularism in Pakistan
- en:Secularism in Syria
- en:Secularism in Tunisia
- en:Secularism in Turkey